# Pholcus jinwum
Pholcus jinwum là một loài nhện trong họ Pholcidae. Loài này được phát hiện ở Queensland.